# مؤنس (يوم)
مُؤْنِس هو الاسم الذي يطلق على يوم الخميس في الجاهلية.
قال ابن دريد: